# Ctenophorus spinodomus
Ctenophorus spinodomus — вид ігуаноподібних ящірок родини агамових (Agamidae). Ендемік Австралії. Описаний у 2019 році.

## Поширення й екологія
Ctenophorus spinodomus мешкають на південному заході Нового Південного Уельсу, на південному сході Південної Австралії та на північному заході Вікторії. Вони живуть на сухих спініфексових луках та на пустищах маллі. Відкладають яйця.